# GS칼텍스배
GS칼텍스배(GS-盃, GS칼텍스 프로기전)는 GS칼텍스에서 후원하는 대한민국의 바둑 기전이다. 역대 우승자는 유창혁, 이창호, 서봉수, 최명훈, 이세돌, 최철한, 박영훈, 조한승, 원성진, 박정환, 김지석, 목진석, 이동훈, 안국현, 신진서이다.

## 대회 개요
- 주최:매일경제신문, MBN, 바둑 TV
- 후원:GS칼텍스
- 기전 규모: 4억8천5백
  - 우승 상금: 7,000만원
  - 준우승 : 3,000만원
- 제한시간 : 모든대국 각자 30분, 착수시 30초 추가 피셔방식 (29기 부터 적용)
- 덤 : 6집반
- 진행방식
  - 1기(1996년)~10기(2005년) 16강 토너먼트, 결승 5번기
  - 11기(2006년)~15기(2010년) - 본선 8강 풀리그, 도전 5번기
  - 16기(2011년)~ - 본선 24강 토너먼트, 결승 5번기, 도전기 폐지
  - 25기(2020년)~28기(2023년) - 대국 제한시간 변경(각자 10분, 40초 초읽기 3회에서 각자 1시간 1분 초읽기 1회로 변경)
  - 29기(2024년)~ 대국 제한시간 변경(각자 30분, 착수시 30초 추가 피셔방식)
  - 30기(2025년)~ 본선 16강 더블 엘리미네이션 토너먼트, 결승 5번기
- 시드: 본선 4강 차기 대회에 시드 배정

## 대회 명칭
1996년 제1기 대회부터 제4기까지는 테크론배라는 이름으로 진행했지만 2000년 제5기 대회부터 LG정유배로 대회 명칭을 바꾸었고 2005년 제10기 대회부터 현재까지는 GS칼텍스배라는 이름을 사용하고 있다.

## 역대 우승자
| 회수 | 연도   | 우승   | 전적 | 준우승       |
| ---- | ------ | ------ | ---- | ------------ |
| 1    | 1996년 | 유창혁 | 3-2  | 조훈현       |
| 2    | 1997년 | 이창호 | 3-0  | 최명훈       |
| 3    | 1998년 | 이창호 | 3-0  | 최명훈       |
| 4    | 1999년 | 서봉수 | 3-2  | 유창혁       |
| 5    | 2000년 | 최명훈 | 3-1  | 루이나이웨이 |
| 6    | 2001년 | 이창호 | 3-0  | 최명훈       |
| 7    | 2002년 | 이세돌 | 3-1  | 최명훈       |
| 8    | 2003년 | 이창호 | 3-0  | 조한승       |
| 9    | 2004년 | 이창호 | 3-0  | 박영훈       |
| 10   | 2005년 | 최철한 | 3-2  | 이창호       |
| 11   | 2006년 | 이세돌 | 3-0  | 최철한       |
| 12   | 2007년 | 박영훈 | 3-2  | 이세돌       |
| 13   | 2008년 | 박영훈 | 3-0  | 원성진       |
| 14   | 2009년 | 조한승 | 3-1  | 박영훈       |
| 15   | 2010년 | 원성진 | 3-1  | 조한승       |
| 16   | 2011년 | 박정환 | 3-0  | 박영훈       |
| 17   | 2012년 | 이세돌 | 3-2  | 박영훈       |
| 18   | 2013년 | 김지석 | 3-0  | 이세돌       |
| 19   | 2014년 | 김지석 | 3-0  | 최철한       |
| 20   | 2015년 | 목진석 | 3-1  | 최철한       |
| 21   | 2016년 | 이동훈 | 3-0  | 윤찬희       |
| 22   | 2017년 | 안국현 | 3-2  | 김지석       |
| 23   | 2018년 | 신진서 | 3-2  | 이세돌       |
| 24   | 2019년 | 신진서 | 3-0  | 김지석       |
| 25   | 2020년 | 신진서 | 3-0  | 김지석       |
| 26   | 2021년 | 신진서 | 3-2  | 변상일       |
| 27   | 2022년 | 신진서 | 3-0  | 변상일       |
| 28   | 2023년 | 변상일 | 3-0  | 최정         |
| 29   | 2024년 | 신민준 | 3-0  | 박상진       |